# Thierry Baudet
Thierry Baudet, född 28 januari 1983 i Heemstede, är en nederländsk politiker och författare. Han grundade det nationalkonservativa politiska partiet Forum för demokrati (FvD, nederländska: Forum voor Democratie).
I parlamentsvalet i Nederländerna i mars 2017 vann hans parti två mandat i generalstaternas andra kammare.